# 罗马尼亚国家保守党
罗马尼亚国家保守党（羅馬尼亞語：Partidul Național Conservator Român，缩写为PNCR）是罗马尼亚右翼政党，由彼得雷·克里斯蒂安·伯尔努齐乌于2023年末创立。2023年12月，欧洲议会议员克里斯蒂安·泰尔赫什退出国家农民基督教民主党（PNȚCD），加入PNCR并成为其领导人；此后，该党在他的领导下加入了AUR联盟。泰尔赫什担任AUR联盟2024年罗马尼亚欧洲议会选举的候选人名单领衔人，在其领导下，该联盟以第二高得票率赢得6个欧洲议会席位。

## 历史
罗马尼亚国家保守党（PNCR）于2023年10月4日完成初步注册，并于同年11月7日获得最终注册。据该党宣称，其创立者彼得雷·克里斯蒂安·伯尔努齐乌是1848年特兰西瓦尼亚罗马尼亚人民族革命运动的思想家西蒙·伯尔努齐乌的曾孙。
2023年12月10日，在政党大会上，欧洲议会议员克里斯蒂安·泰尔赫什当选为该党主席。2023年12月1日，泰尔赫什离开了国家农民基督教民主党（PNȚCD），加入PNCR，前者因此失去了欧洲议会席位。泰尔赫什表示：“面对企图将欧盟从主权国家联盟转变为布鲁塞尔非民选官僚主导之帝国的全球主义新马克思主义攻势，解决方案是捍卫国家价值观，这正是PNCR的使命”。
2023年12月14日，罗马尼亚人团结联盟（AUR）领导人乔治·西米翁宣布，PNCR已加入AUR联盟，共同参加2024年的选举。PNCR领袖泰尔赫什担任AUR联盟2024年罗马尼亚欧洲议会选举候选人名单领衔人。
截至2024年5月，PNCR是欧洲基督教政治党的成员，同时也是欧洲议会中欧洲保守派和改革主义者党团（ECR）的成员。
2024年6月9日，PNCR领导人泰尔赫什作为AUR联盟候选人连任欧洲议会议员。AUR另有五名成员也通过该联盟名单当选。2024年6月19日，所有6名AUR联盟当选议员均正式加入欧洲保守派和改革主义者党团（ECR）。

## 意识形态
罗马尼亚国家保守党（PNCR）宣称，其政策纲领包括在罗马尼亚国内外捍卫并推广保守主义、宪法及国家价值观，以及维护主权、领土完整与民族统一。PNCR表示，该党致力于推广宪法至上、国家主权、基督教价值观与市场经济等理念。 
克里斯蒂安·泰尔赫什此前因直言不讳的反对新冠疫情封锁与疫苗接种运动，以及支持接纳乌克兰难民而知名。

## 选举历史

### 议会选举
| 选举   | 众议院 | 众议院 | 众议院  | 参议员 | 参议员 | 参议员  | 排名   |
| 选举   | 得票数 | 得票率 | 席位    | 得票数 | 得票率 | 席位    | 排名   |
| ------ | ------ | ------ | ------- | ------ | ------ | ------- | ------ |
| 2024年 | 45,687 | 0.49%  | 0 / 330 | 50,287 | 0.54%  | 0 / 136 | 第13名 |

### 总统选举
| 选举   | 候选人              | 第一轮 | 第一轮 | 第一轮 | 第二轮 | 第二轮 | 第二轮 |
| 选举   | 候选人              | 得票数 | 得票率 | 排名   | 得票数 | 得票率 | 排名   |
| ------ | ------------------- | ------ | ------ | ------ | ------ | ------ | ------ |
| 2024年 | 克里斯蒂安·泰尔赫什 | 95,782 | 1.04%  | 第9名  | -      | -      | -      |
| 2025年 | 克里斯蒂安·泰尔赫什 | 36,445 | 0.39%  | 第8名  | -      | -      | -      |

### 欧洲议会选举
| 选举   | 得票数    | 得票率 | 席位   | 排名                   | 欧洲政党 | 议会党团 |
| ------ | --------- | ------ | ------ | ---------------------- | -------- | -------- |
| 2024年 | 1,334,905 | 14.93% | 1 / 33 | 第2名 （在AUR联盟内）1 | ECPM     | ECR      |

注释：
1 AUR联盟成员政党席位分布：罗马尼亚人团结联盟（AUR）5席，罗马尼亚国家保守党（PNCR）1席，其余成员党未获任何席位，包括民族复兴联盟（ARN）、罗马尼亚共和党（PRR）和民族团结集团（BUN）。